# János Térey
János Térey (* 14. September 1970 in Debrecen; † 3. Juni 2019 in Budapest) war ein ungarischer Lyriker, Prosa- und Dramenautor, Dichter, Schriftsteller und Übersetzer.

## Leben
János Térey verließ nach dem Gymnasium seine Heimatstadt und studierte von 1989 bis 1991 an der Naturwissenschaftlichen Fakultät der Eötvös-Loránd-Universität in Budapest ungarische Sprache und Geschichte sowie von 1992 bis 1996 ungarische Literatur. Er war von 1997 bis 1998 Redakteur bei Cosmopolitan und ab 1998 freier Schriftsteller.
Térey bediente sich oft aus der deutschen Mythologie oder verarbeitete in seinen Werken die deutsche Vergangenheit, wie im Gedichtband „Dresden im Februar“, im Versroman „Paulus“ und in der Dramentetralogie „Der Nibelungen-Wohnpark“. Zur deutschen Geschichte und Kultur hatte er, der selbst nur bruchstückhaft Deutsch sprach, eine, wie es scheint, besondere Nähe.
Neben Prosa und dramatischen Texten ist er vor allem als Lyriker bekannt geworden.
Er wurde vielfach ausgezeichnet, ua. mit dem Attila-József-Preis im Jahre 2001 oder einem Stipendium der Akademie Schloss Solitude in Stuttgart im Jahre 2006.
Térey verstarb am Morgen des 3. Juni 2019 im Alter von 48 Jahren. Er wurde auf dem Budapester Friedhof Farkasrét beigesetzt.

## Zitate
- „Ich beobachte diese Stadt seit fünfundzwanzig Jahren, auch einige Winkel, die der Blick von Reiseführern kaum erreicht. Diese Straßen durchstreift und benutzt niemand, nur das Wetter und die menschliche Erosion.“[9] – János Térey über Budapest

- „Viele haben in Térey den würdigen Nachfolger von Geistesgrößen wie Imre Kertész oder Péter Nádas gesehen.“[10] – Wilhelm Droste, Téreys Übersetzer ins Deutsche
- „Mit János Térey verliert die ungarische Gegenwartsliteratur einen ihrer Grossen.“[11] – Neue Zürcher Zeitung

## Werke

### Gedichtbände
- Szétszóratás (Cserépfalvi, 1991; második kiadás: Parnasszus, 2011)
- A természetes arrogancia (József Attila Kör-Pesti Szalon, 1993) (JAK-füzetek)
- A valóságos Varsó. Panaszkönyv (Seneca, 1995)
- Tulajdonosi szemlélet (Palatinus, 1997)
- Térerő (Palatinus, 1998)
- Drezda februárban (Palatinus, 2000) Szétszóratás
- Sonja útja a Saxonia mozitól a Pirnai térig (válogatott versek, 1988–2001; Palatinus, 2003)
- Ultra (új versek, 2002–2006; Magvető, 2006)
- Moll (újabb versek, 2006–2012; Libri, 2013)
- Őszi hadjárat (összegyűjtött és új versek, 1985–2015; Jelenkor, 2016)
- Nagy tervekkel jöttem Rosmersholmba, (2016–2019 posztumusz kiadás; Jelenkor, 2019)

### Prosa
- Termann hagyományai (novellák, Seneca, 1997)
- Paulus (verses regény, Palatinus, 2001 – újabb kiadásai: 2001, 2002, 2003, Palatinus, ill. 2007, Magvető Könyvkiadó) Szétszóratás
- Protokoll (regény versekben, Magvető, 2010)
- Teremtés vagy sem (esszék és portrék, 1990–2011, Libri, 2012)
- Termann hagyatéka (novellák, 1989–2011, 2. jav., átdolg. kiad.; Libri, 2012)
- Átkelés Budapesten (novellák, Libri, 2014)
- A legkisebb jégkorszak (regény, Jelenkor, 2015)
- Káli holtak (regény, Jelenkor, 2018, 2019)

### Dramen
- A Nibelung-lakópark (fantázia Richard Wagner nyomán, Magvető, 2004)
- Asztalizene (színmű három tételben, Magvető, 2008)
- Jeremiás avagy Isten hidege (misztérium nyolc képben, Magvető, 2009)
- Kazamaták (tragédia, Jelenkor, 2016) (Papp Andrással közösen)

### Sammelbände
- Hagen avagy A gyűlöletbeszéd; in: Harmincból öt. Örkény-ösztöndíjas drámaírók antológiája. Válogatás az NKÖM Örkény István drámaírói ösztöndíjasainak munkáiból, 1998–2003; összeáll., utószó Radnóti Zsuzsa; Hungarofest Kht., Bp., 2004
- Haláli dumák. Erdős Virág, Háy János, Kukorelly Endre, Nényei Pál, Papp András, Térey János, Toepler Zoltán drámáiból; összeáll. Háy János; Új Világ, Bp., 2005 (Európai kulturális füzetek)
- 2017 – Barabás Zsófi; szöveg Grecsó Krisztián, Térey János; Faur Zsófi Galéria, Bp., 2017 (Mai magyar képzőművészet)

### Übersetzungen in das Deutsche
- 2007: KaltWasserKult. Gedichte, Übers. Orsolya Kalász, Gerhard Falkner, Monika Rinck. (Reihe Literatur) Edition Solitude, Merz, Stuttgart
- 2015: Schneetunnel. Übers. Orsolya Kalász, Monika Rinck. In: Solitude Atlas. Akademie Schloss Solitude
- 2019: Budapester Überschreitungen. Übers. Wilhelm Droste. Arco, Wien

### Werke in anderen Fremdsprachen
- 2008: Hagen, ou l'Hymne á la haine (Hagen, avagy a gyűlöletbeszéd, francia nyelven, Édition Theatrales)
- 2009: Költőpárok – Dichterpaare Anja Utler – Térey János (versek két nyelven, Kortina, Bécs)